# Усть-Канза
Усть-Канза — деревня в Красноборском районе Архангельской области. Входит в состав Телеговского сельского поселения.

## География
Находится в юго-восточной части Архангельской области на расстоянии приблизительно 14 км на восток-юго-восток по прямой от административного центра района Красноборск на левом берегу реки Северная Двина.

## История
Известна с 1539 года. В 1859 году здесь (деревня Великоустюжского уезда Вологодской губернии) было учтено 13 дворов.

## Население
Численность населения: 88 человек (1859 год), 13 (русские 100 %) в 2002 году, 7 в 2010.